# Jüdische Gemeinde Hundsbach
Die jüdische Gemeinde Hundsbach in Hundsbach bestand vom 18. Jahrhundert bis in die 1930er Jahre. Sie gehörte zum Rabbinatsbezirk Meisenheim.

## Geschichte
Erste Nennungen von Juden auf dem Gebiet der Gemeinde Hundsbach gehen auf das Ende des 17. Jahrhunderts zurück. Eine jüdische Gemeinde entwickelte sich im 18. Jahrhundert. Zur jüdischen Gemeinde gehörten zeitweilige auch die in den Orten Becherbach, Bärweiler, Schweinschied, Löllbach und Hoppstädten. Ab ca. 1920 wurde das zur Durchführung von Gottesdiensten benötigte Minjan nicht mehr erreicht und die jüdischen Einwohner besuchten die Gottesdienste in der Synagoge in Sien. Ab 1933, nach der Machtergreifung Adolf Hitlers, wurden die jüdischen Einwohner immer mehr entrechtet. Zudem kam es immer wieder zu antijüdischen Aktionen. Dies hatte zur Folge, dass weitere jüdische Einwohner Hundsbach verließen.

### Entwicklung der jüdischen Einwohnerzahl
| Jahr | Juden | Jüdische Familien | Bemerkung |
| ---- | ----- | ----------------- | --------- |
| 1808 | 40    |                   |           |
| 1867 | 22    |                   |           |
| 1924 | 10    |                   |           |

Quelle: alemannia-judaica.de

## Einrichtungen

### Synagoge
Die Synagoge in Hundsbach wurde 1881 in der Untergasse 9 errichtet. 1930 wurde die Synagoge an einen Landwirt verkauft. Ab 1945 diente sie als Lager. 1987 wurde das Gebäude unter Denkmalschutz gestellt und zu einem noch heute genutzten Wohnhaus umgebaut.

### Mikwe
Die Gemeinde verfügte über eine Mikwe deren Standort nicht überliefert ist.

### Friedhof

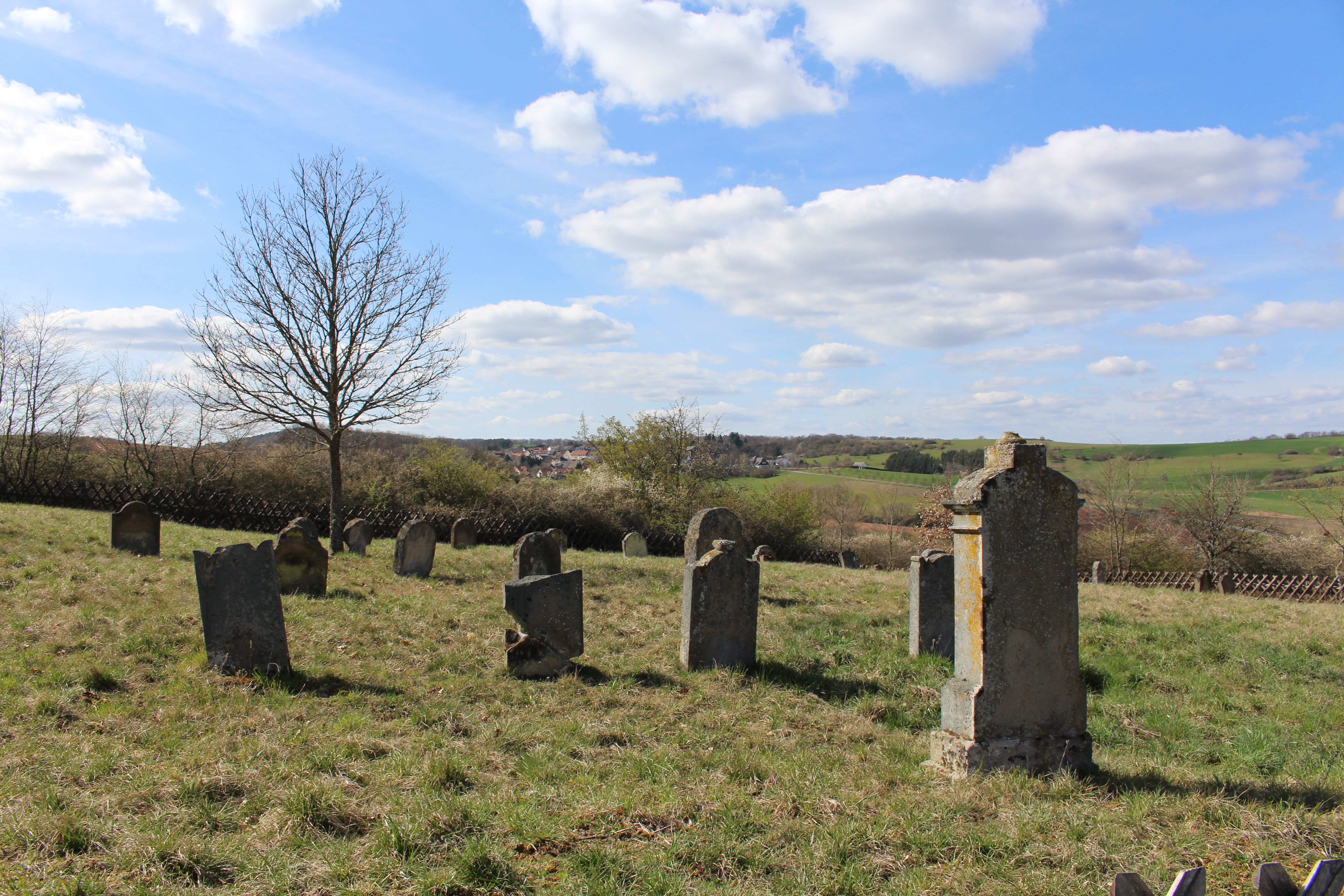
Jüdischer Friedhof, im Hintergrund Hundsbach

Seit Ende des 17. Jahrhunderts verfügte die Gemeinde über einen eignen Friedhof. Die letzte Grablegung fand dort 1942 statt.

### Schule
Die jüdische Religionsschule befand sich auf dem Gelände der Synagoge. Zeitweise war ein eigener Religionslehrer angestellt, der auch die Aufgaben des Vorbeters innehatte.

## Opfer des Holocaust
Im Gedenkbuch – Opfer der Verfolgung der Juden unter der nationalsozialistischen Gewaltherrschaft 1933–1945 und in der Zentralen Datenbank der Namen der Holocaustopfer von Yad Vashem werden folgende Mitglieder der jüdischen Gemeinschaft Hundsbach (die dort geboren wurden oder zeitweise lebten)  aufgeführt, die während der Zeit des Nationalsozialismus ermordet wurden:
| Name    | Vorname | Todeszeitpunkt | Alter     | Ort des Todes                 | Bemerkung | Quellen |
| ------- | ------- | -------------- | --------- | ----------------------------- | --- | --- |
| Bär     | Bertha  | unbekannt      | unbekannt | Konzentrationslager Auschwitz | Deportation am 12. Januar 1943 von Jüdisches Krankenhaus Berlin nach Ghetto Theresienstadt (Transport I/83). Deportation am 16. Mai 1944 nach Konzentrationslager Auschwitz. | Yad Vashem (Datenbank, Datensatz Nr. 4426195, 4087212 und 11461026) / Gedenkbuch für die Opfer der NS-Judenverfolgung in Deutschland |
| Frenkel | Rosa    | unbekannt      | unbekannt | Ghetto Izbica                 | Deportation am 22. März 1942 ab Koblenz in das Ghetto Izbica. | Yad Vashem (Datenbank, Datensatz Nr. 11499661 und 4426194) / Gedenkbuch für die Opfer der NS-Judenverfolgung in Deutschland          |
| Leiser  | Erna    | unbekannt      | unbekannt | Ghetto Izbica                 | Deportation ab Düsseldorf am 22. April 1942 nach Ghetto Theresienstadt. | Yad Vashem (Datenbank, Datensatz Nr. 11572392) / Gedenkbuch für die Opfer der NS-Judenverfolgung in Deutschland                      |
| Heymann | Willy   | 22. April 1945 | 57 Jahre  | Konzentrationslager Ebensee   | Vom 10. Oktober 1938 bis 24. Januar 1941 im Konzentrationslager Buchenwald inhaftiert. Inhaftierung am 12. August 1941 in der Justizvollzugsanstalt Brandenburg a. d. Havel und am 11. Dezember 1941 im Gefängnis Hameln. Deportation am 2. Februar 1945 nach Konzentrationslager Sachsenhausen. Am 16. Februar 1945 Deportation in das Konzentrationslager Mauthausen. | Yad Vashem (Datenbank, Datensatz Nr. 11522704) / Gedenkbuch für die Opfer der NS-Judenverfolgung in Deutschland                      |